# Balonsko plaćanje
Balonsko plaćanje (eng. balloon payments) je sintagma koja označava amortizaciju dugova uz varijabilne anuitete.